# Richardia muricata
Richardia muricata är en måreväxtart som först beskrevs av August Heinrich Rudolf Grisebach, och fick sitt nu gällande namn av Benjamin Lincoln Robinson. Richardia muricata ingår i släktet Richardia och familjen måreväxter.

## Underarter
Arten delas in i följande underarter:
- R. m. muricata
- R. m. pectidifolia